# Kari Jobe
Kari Jobe, née le 6 avril 1981 à Southlake, Texas, est une chanteuse américaine de musique chrétienne contemporaine évangélique.

## Biographie
Kari Jobe est née le 6 avril 1981 à Southlake . Elle a commencé à chanter à l’âge de 3 ans et à 13 ans elle dirigeait la louange à l’église. Après avoir étudié à l’Oral Roberts University et au Christ for the Nations Institute, elle transfère à l’Université baptiste de Dallas, et obtient un diplôme en études pastorales et en psychologie.

## Carrière
Après sa graduation, elle devient pasteure associée en louange à l’église évangélique Gateway Church de Southlake .  Elle sort un premier album appelé Compilation Project en 2003. Elle s’est fait connaitre avec les succès Revelation Song et Holy Spirit sortis en 2009 ,.

## Vie personnelle
En 2014, elle s’est mariée avec le chanteur Cody Carnes.

## Discographie
- 2003: Compilation Project
- 2007: Bethlehem
- 2009: Kari Jobe
- 2012: Where I Find You
- 2014: Majestic
- 2017: The Garden

## Récompenses
En 2024, au cours de sa carrière, elle a reçu 3 nominations aux Grammy Awards  et 5 Dove Awards.